# Рыжков, Иван Васильевич
Иван Васильевич Рыжков (16 июня 1923 — 25 декабря 1982) — советский учёный-литейщик, лауреат Ленинской премии (1967).

## Биография
Родился 16 июня 1923 года в селе Афанасьевка Солнцевского района Курской области. Перед войной окончил Курское педагогическое училище. 
В 1941—1943 годах — курсант Московской авиационной школы и Ульяновского танкового училища.
Воевал на 4-м Украинском и Ленинградском фронтах, гвардии младший лейтенант, командир танка КВ, был ранен. Награждён орденами Отечественной войны и Красной Звезды.
В 1945—1947 работал учителем в родном селе. В 1951 году окончил Харьковский политехнический институт и был оставлен на кафедре литейного производства в должности ассистента. В 1959 году защитил кандидатскую диссертацию по теме «Исследование некоторых условий образования пригара на чугунных отливках».
В 1967 году в составе творческого коллектива был удостоен Ленинской премии за разработку технологии изготовления форм и стержней из текущих самотвердеющих смесей.
С 1969 года — проректор ХПИ по научной работе, с 1978 года — профессор. Заслуженный работник высшей школы Украинской ССР.
Награждён орденами и медалями.